# Église prieurale Saint-Saturnin de Pont-Saint-Esprit
L'église Saint-Saturnin est une église de style gothique, située à Pont-Saint-Esprit dans le département français du Gard en région Occitanie.

## Localisation
L'église se dresse non loin du Rhône, à quelques dizaines de mètres de l'église Saint-Pierre de Pont-Saint-Esprit. L’adresse est 1, rue du nord

## Historique

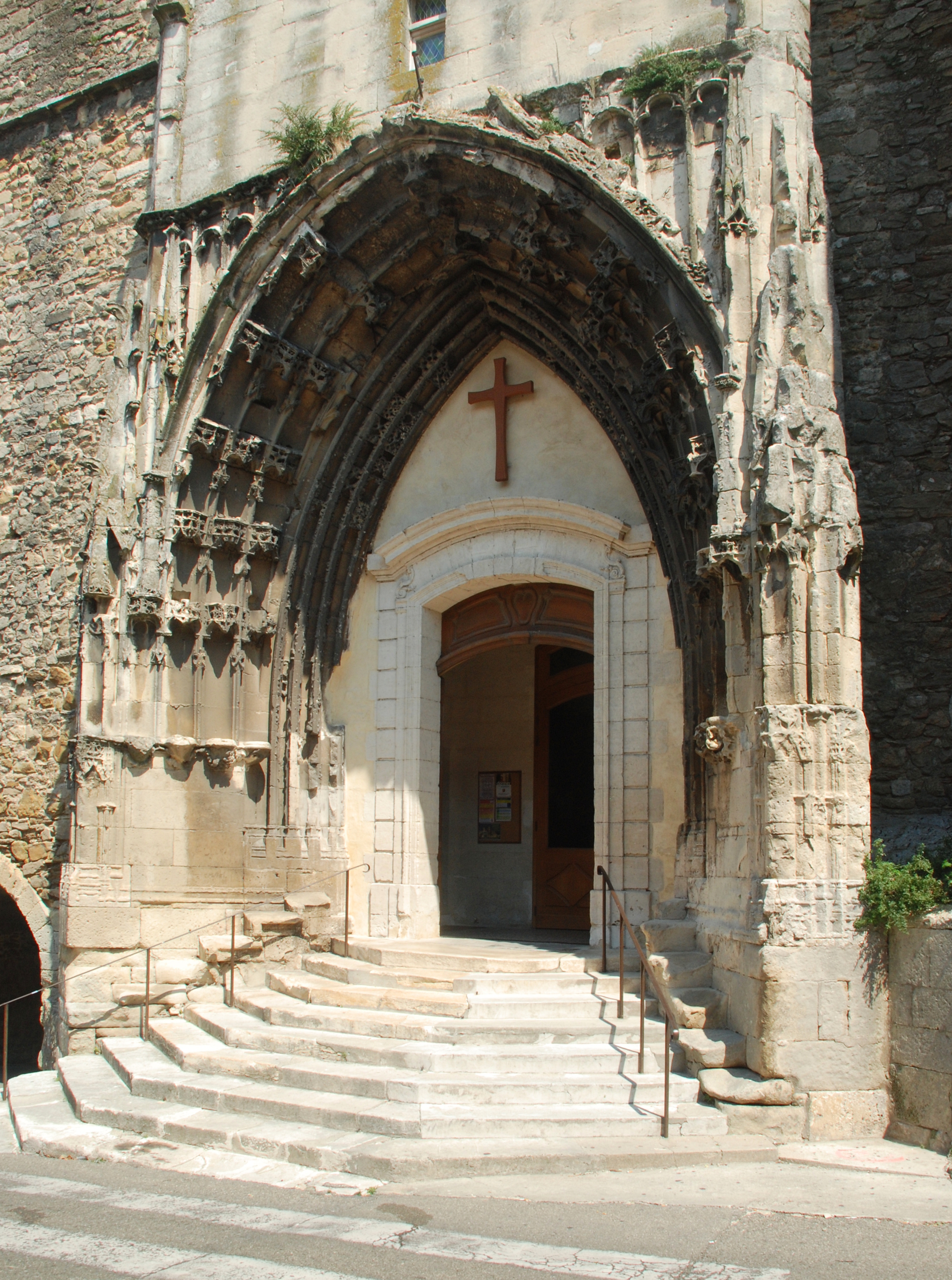
Le portail.

L'église Saint-Saturnin qui existait à Pont-Saint-Esprit en 984, était celle du prieuré Saint-Saturnin-du-Pont. Elles est donnée par Géraud d'Uzès à l'abbaye de Cluny.
De l'église reconstruite au XIIe siècle il ne reste pratiquement rien. L'édifice est de style gothique tardif avec un clocher a complété au XIXe siècle. L'église est réaménagée dans les années 1340. Les travaux les plus importants datent du XVe siècle. Ils ont été financés par les paroissiens. Le portail est construit entre 1485 et 1490. Antoine de Joyes, fermier du sel, recteur de l'œuvre hospitalière en 1473, a largement contribué financièrement à la construction. D'après Alain Girard, le portail a probablement été construit par Blaise Lécuyer qui travaillait sur le portail de l'église du Saint-Esprit (église de l'hôpital) depuis 1474. L'église semble avoir été consacrée en 1535.
L'église est saccagée et brûlée par le baron des Adrets en 1562, les voûtes et les chapelles latérales sont démolies. L'église est restaurée entre 1595 et 1600 avec le rétablissement des voûtes de la nef.
En 1754, la façade a été modifiée pour établir la tribune de l'orgue, entraînant la démolition du décor surmontant le portail, le haut gâble, la balustrade et une rose.
L'église est totalement pillée en 1793. Elle a perdu son clocher et la flèche. L'église est louée à l'armée en 1822. Elle est rendue au culte en 1826.
L'église est entièrement reprise entre 1848 et 1865. Les chapelles latérales sont reconstruites.
Elle fait l'objet d'une inscription au titre des monuments historiques depuis le 11 décembre 2012.

## Prieurs
- 1265 : Jean de Thianges. Son sceau scellait l'acte de pose de la première pierre du pont de Pont-Sain-Esprit le 13 septembre 1265 et fut découvert lors de travaux à Saint-Alexandre le 23 juillet 2010. Il est conservé depuis au musée d'art sacré de la ville. Les religieux de Saint-Saturnin ou de Saint-Pierre-du-Port financèrent de leurs deniers ce pont qui fut achevé en 1309 et qui fut l’objet d’une cérémonie présidée par le prieur de Saint-Pierre dom  Jean de Thianges. Parmi les témoins était Rican de Corni, doyen de Colonzelle.

## Dépendances
- Prieuré Saint-Pierre de Colonzelle, donné en 965 par Giraud d'Uzès[4] ? Le roi Conrad, dont le règne s’étend d’août 937 à octobre 993, donna Colonzelle à  Cluny, car dom Bouquet rapporte une charte de l’an 998 par laquelle Rodolphe III, roi de  Bourgogne, à la prière d’Agildrude son  épouse, de Bruchard II archevêque de Lyon, et d'Odilon de Mercœur abbé de Cluny de 994 à 1049, renouvelle et confirme en faveur de l’abbaye de ce nom, les donations faites par son père, et comprenant en Provence les petits monastères (cellas) de Saint-Amand, de Saint-Pantaléon et de Rozans, Tulette, le château de Condorcet et celui de Colonzelle (Colonzellas). En 1119, le roi Louis VI le Gros confirme à  Cluny le prieuré du Port-de-Saint-Saturnin, et en 1125 une bulle du pape Honorius II attribue à la même abbaye les prieurés de Rompon, de Saint-Saturnin Fomacensis, du Pont-de-Sorgues et autres. En 1204, Innocent III confirme à Cluny Saint-Saturnin, Tornac, etc. en Provence.
- le prieuré de Saint-Pantaléon uni le doyenné de Colonzelle à celui de Rousset[5].
- les prieuré de Montbrison et de Visan, ainsi que la maison de Tulette, ressortissaient la mense du prieur de Saint-Saturnin. Au XIIIe siècle, le prieuré Saint-Saturnin, qui était de  Colonzelle, n’avait alors que deux religieux, le  doyen compris, et était du diocèse de Trois-Châteaux.